# Difracción

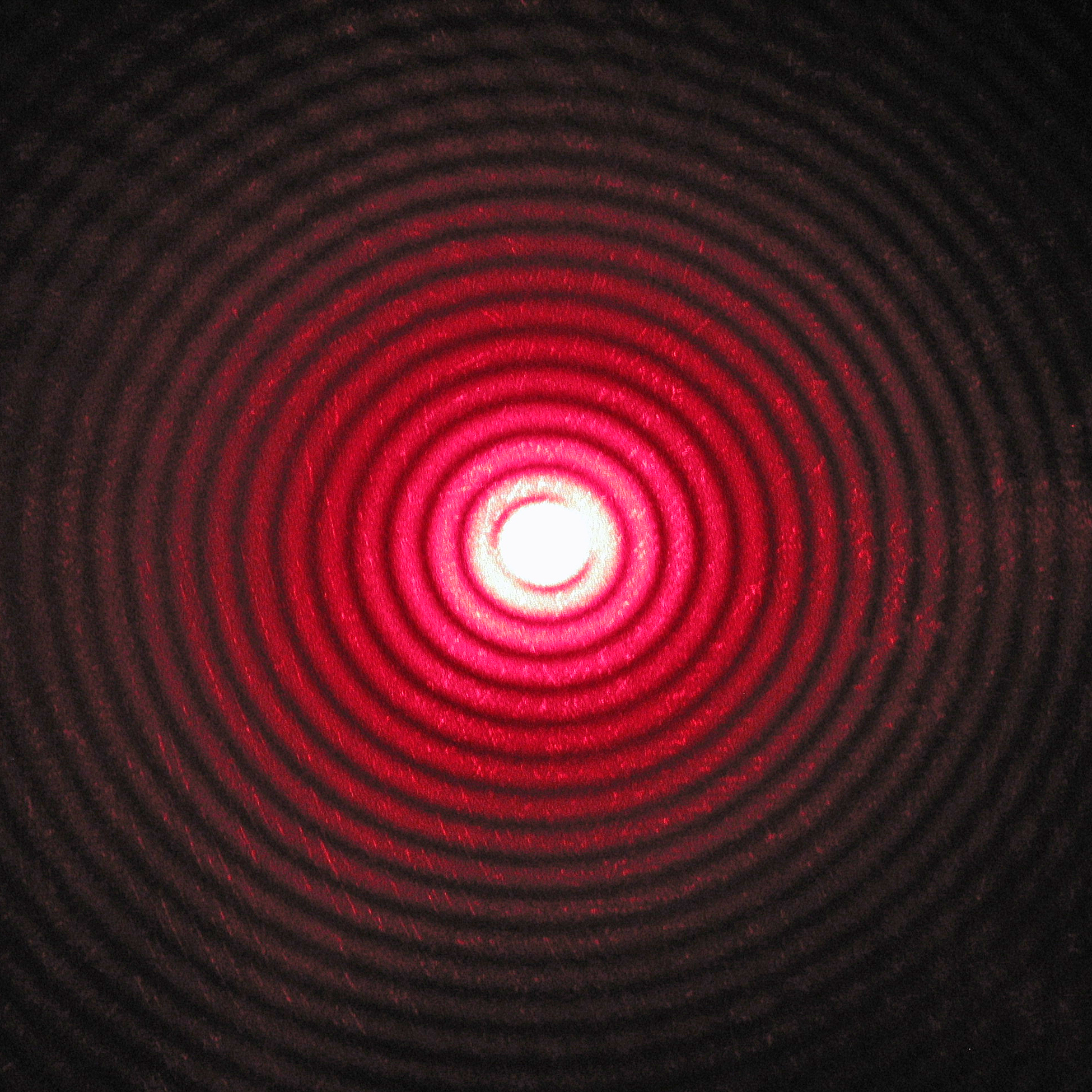
Un patrón de difracción de un rayo láser rojo proyectado en una placa después de pasar a través de una pequeña abertura circular en otra placa.

Difracción es un término que se aplica a varios fenómenos que ocurren cuando una onda se encuentra con un obstáculo o una rendija. Está definida como la desviación de ondas alrededor de las esquinas de un obstáculo o a través de la abertura en la región de una sombra geométrica del obstáculo. El objeto difractante o rendija se convierte efectivamente en una fuente secundaria de la onda de propagación. El científico italiano Francesco Maria Grimaldi acuñó la palabra "difracción" y fue el primero en registrar observaciones precisas del fenómeno en 1660.

Número infinito de puntos (3 mostrados) a lo largo de las contribuciones de fase de la proyección d desde el frente de onda, produciendo una intensidad que varía continuamente θ en la placa de registro.

En física clásica, el fenómeno de difracción está descrito por el  Principio de Fresnel - Huygens que trata a cada punto en el frente de una onda propagadora como un grupo de ondículas esféricas individuales. El patrón de interferencia característico es más marcado cuando una onda de una fuente coherente (como un láser) se encuentra a una rendija/abertura que es comparable en tamaño a su longitud de onda, como es mostrado en la imagen insertada. Esto se debe a la adición, o interferencia, de  los diferentes puntos en el frente ondulatorio (o, equivalentemente, de cada ondícula) que viajan por trayectorias de diferentes longitudes a la superficie de registro. Sin embargo, si son múltiples aberturas muy cercanas, pueden resultar en un patrón complejo de intensidad variable.
Estos efectos ocurren cuando una onda de luz viaja a través de un medio con un Índice de refracción variable, o cuando una onda sonora viaja a través de un medio con impedancia acústica variable – todas las ondas se difractan, incluyendo las ondas gravitatorias [la cita necesitada], ondas de agua, y otras ondas electromagnéticas como rayos X y ondas de radio. Además, la mecánica cuántica también demuestra que la masa posee ondas de materia, y por lo tanto, experimenta difracción (la cual es mensurable desde niveles subatómicos a niveles moleculares).
La difracción y la interferencia están estrechamente relacionadas y son casi – si no exactamente – idénticas en significado. Richard Feynman observa que "la difracción" tiende a ser utilizada cuando se refiere a muchas fuentes ondulatorias, e "interferencia" cuándo solo son consideradas unas cuantas.

## Historia

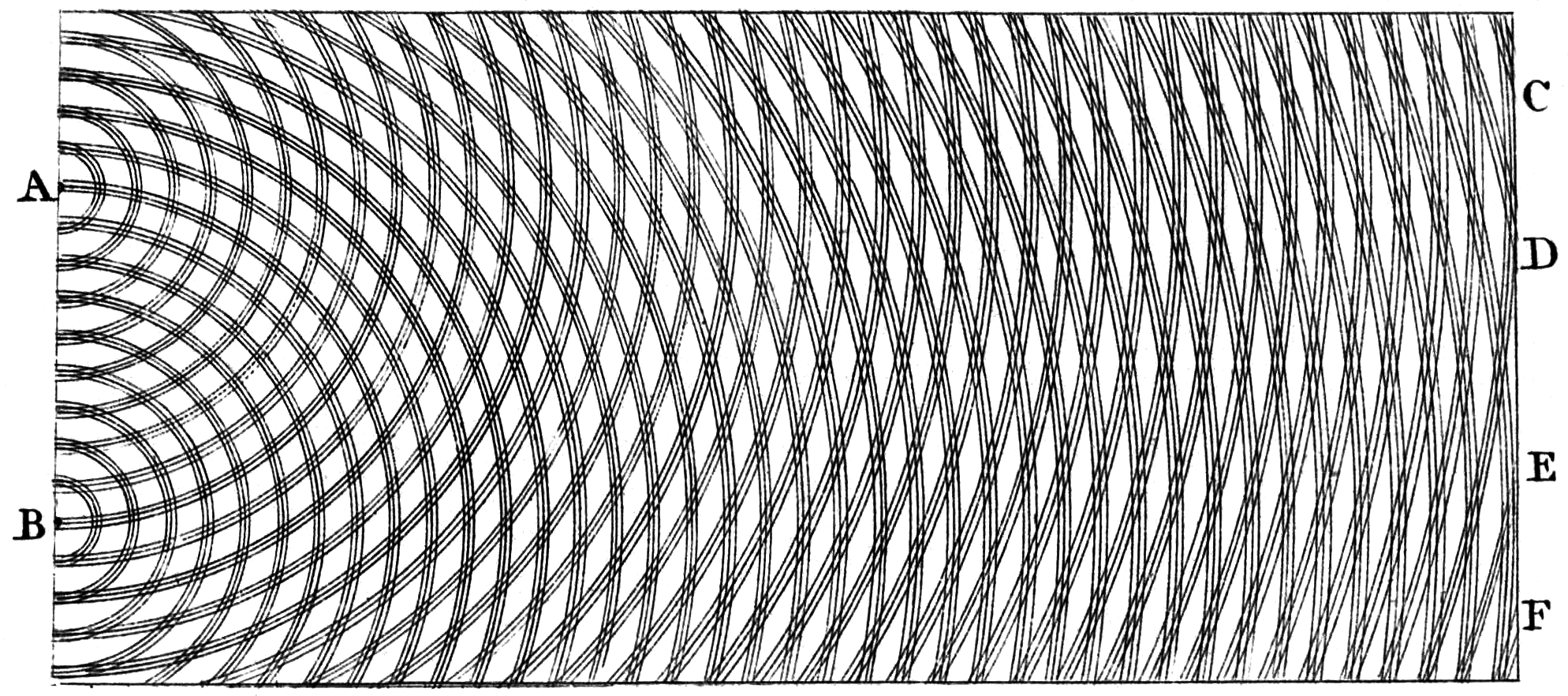
Boceto de Thomas Young de difracción de dos rendijas para ondas de agua, que presentó a la Royal Society en 1803.

Los efectos de la difracción de la luz fueron por primera vez cuidadosamente observados y descritos por Francesco Maria Grimaldi, quien también acuñó el término difracción, del latín diffringere, 'romper en pedazos', refiriéndolo al fraccionamiento de la luz en diferentes direcciones. Los resultados de  las observaciones de Grimaldi fueron publicados en 1665 después de su muerte. Isaac Newton estudió estos efectos y los atribuyó a la inflexión de rayos de luz. James Gregory (1638–1675) observó que los patrones de difracción causados por la pluma de un pájaro fueron efectivamente la primera red de difracción en ser descubierta. Thomas Young realizó un experimento celebrado en 1803 que demostraba la interferencia de dos rendijas estrechamente espaciadas. Explicando los resultados de la interferencia de ondas que emanan dos diferentes rendijas, dedujo que la luz se debe propagar como ondas. Augustin-Jean Fresnel hizo estudios más definitivos y cálculos de difracción, hechos públicos en 1816 y 1818, y de ese modo dio gran apoyo  a la teoría ondulatoria de la luz que había sido fomentada por Christiaan Huygens y revitalizada por Young, en contra de la teoría de la partícula de Newton.

## Mecanismo

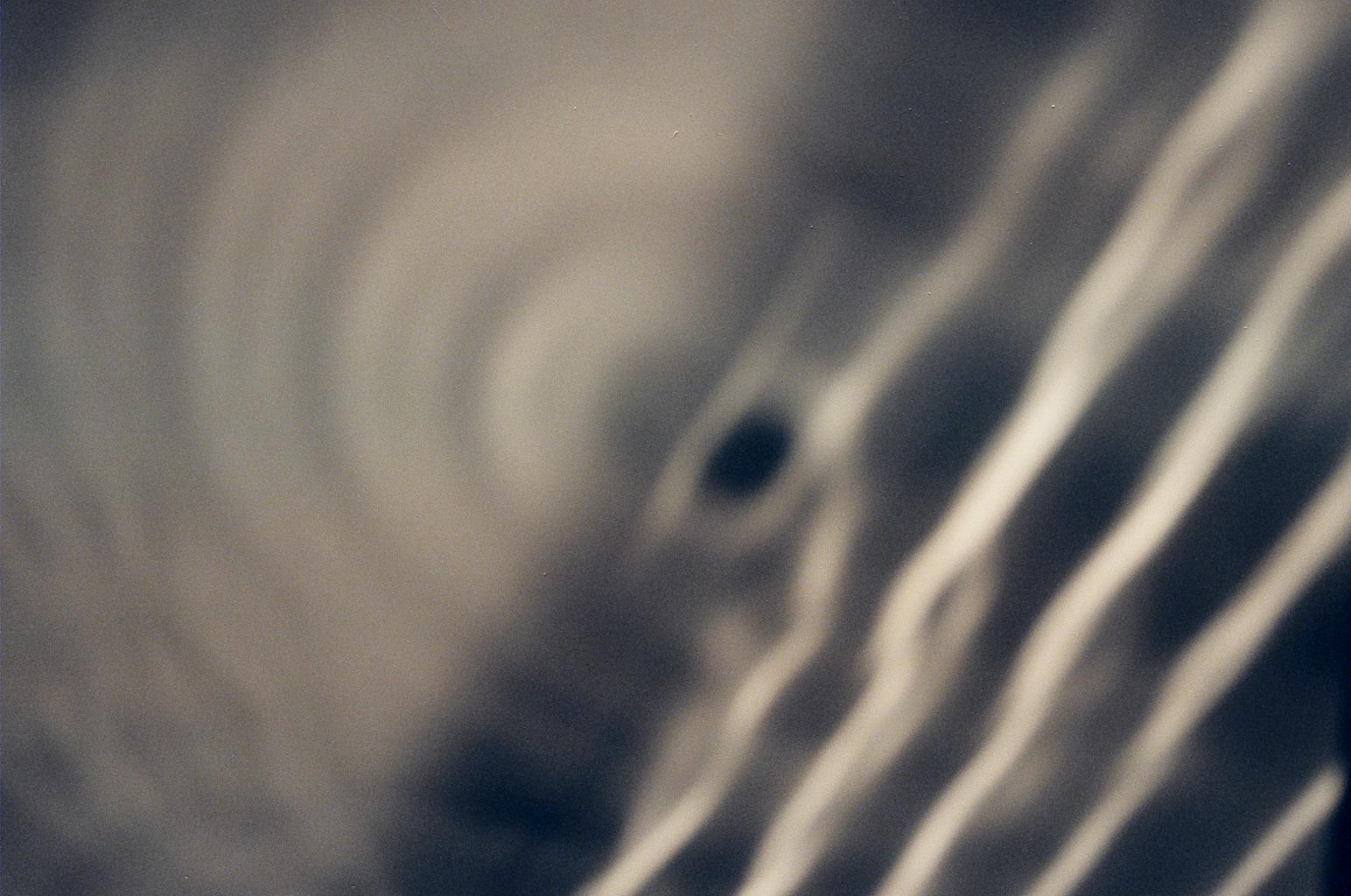
Fotografía de difracción de una sola rendija en una cuba de ondas circular.

En física clásica, la difracción ocurre debido a la manera en que las ondas se propagan; esto se describe por el principio de Fresnel - Huygens y el principio de superposición de ondas. La propagación de una onda puede ser visualizada considerando cada partícula del medio transmitido en un frente de onda como punto fuente de una onda esférica secundaria. El desplazamiento ondulatorio en cualquier punto subsecuente es la suma de estas ondas secundarias. Cuando las ondas se suman, la adición está determinada por las fases relativas así como las amplitudes de las ondas individuales de modo que la amplitud sumada de las ondas puede tener cualquier valor entre cero y la suma de las amplitudes individuales.  Por lo tanto, los patrones de difracción normalmente tienen una serie de máximos y mínimos.
Según la explicación de la mecánica cuántica moderna de la propagación de luz a través de una rendija (o rendijas), cada fotón se caracteriza por lo que se conoce como una función de onda, la cual describe la trayectoria que sigue el fotón desde la fuente emisora, a través de la rendija y hasta la pantalla. La trayectoria está determinada tanto por el entorno físico como la  geometría de la rendija, la distancia de la pantalla y las condiciones iniciales cuando el fotón es creado. La existencia de la función de onda del fotón se demostró en varios experimentos, como el realizado por Geoffrey Ingram Taylor en 1909 (ver experimento de Young). En la perspectiva cuántica el patrón de difracción es creado por la distribución de trayectorias. La presencia de luz  y bandas oscuras se debe a la presencia o ausencia de fotones en estas áreas. Este enfoque tiene algunas semejanzas llamativas con el principio de Fresnel - Huygens; según el que cada rendija actúa como una fuente secundaria de luz, dando lugar a diferentes trayectorias para que los fotones atraviesen las rendijas.
Existen varios modelos analíticos que permiten al campo difractado ser calculado, incluida en ellos la ecuación de difracción de Kirchhoff-Fresnel que se deriva de la ecuación de onda, la aproximación de difracción de Fraunhofer de la ecuación de Kirchhoff que se aplica al campo lejano y a la difracción de Fresnel, aproximación que se aplica al campo cercano. La mayoría de los modelos no pueden resolverse de forma analítica, pero se pueden proporcionar soluciones numéricas a través de métodos de elementos finitos y elementos límite. 
Es posible obtener una comprensión cualitativa de muchos fenómenos de difracción considerando cómo varían las fases relativas de las fuentes de ondas secundarias individuales y, en particular, las condiciones en el que el   desfase es igual a medio ciclo, en cuyo caso las ondas se cancelarán entre sí.  
Las descripciones más sencillas de difracción son aquellas en las que el problema se puede reducir a uno bidimensional. Para las ondas de agua, es este ya el caso; estas se propagan solo sobre la superficie del agua. Para la luz, con frecuencia podemos olvidar una dirección si el objeto difractor se propaga en esa dirección a una distancia muy mayor que la de la longitud de onda. En el caso de que la luz brille a través de pequeños agujeros circulares, tendremos en cuenta la naturaleza completa tridimensional  del problema.

## Ejemplos

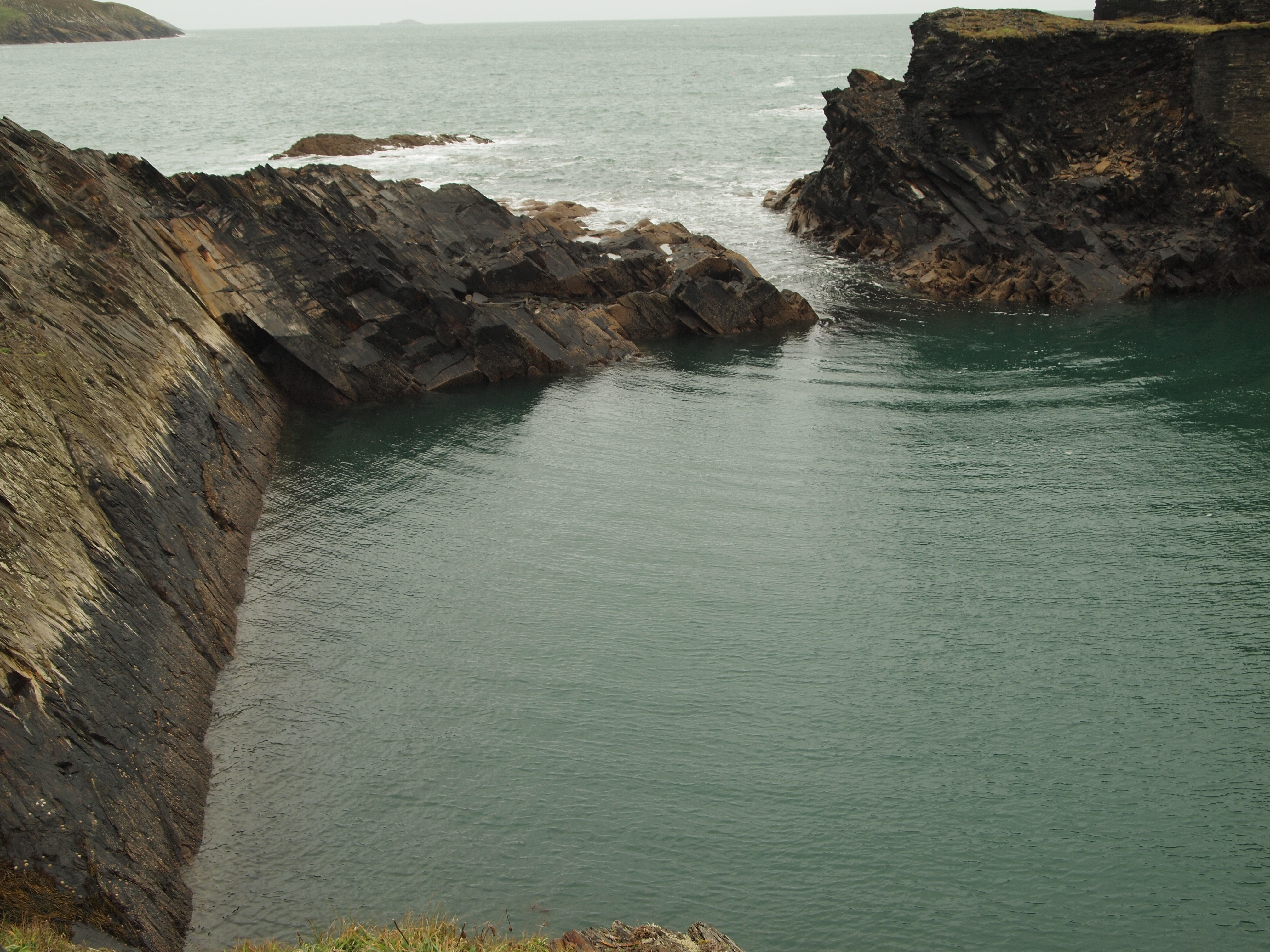
Ondas circulares originadas por difracción desde la estrecha entrada de una cantera costera inundada.

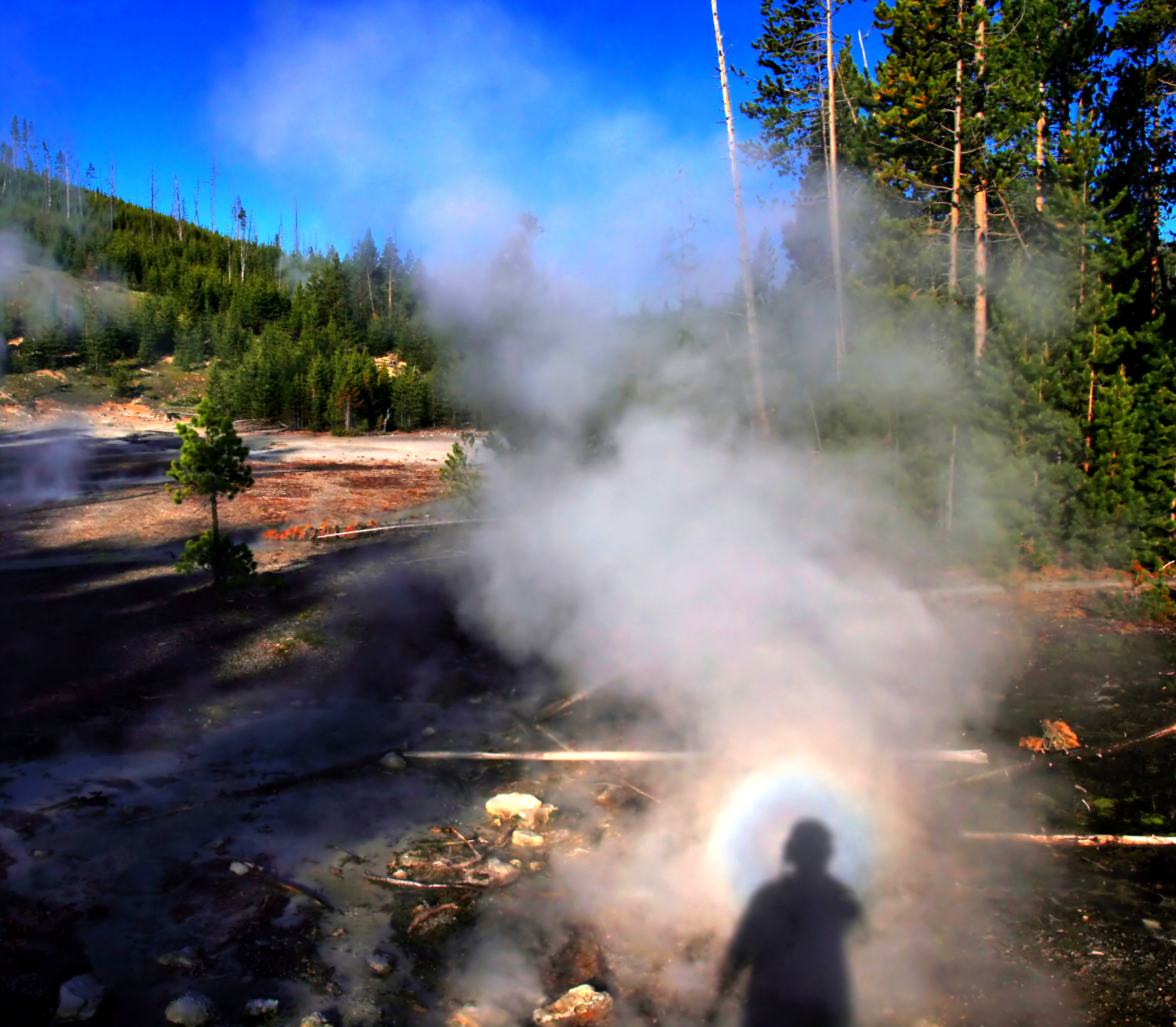
Gloria solar en el vapor de unas aguas termales. Una gloria es un fenómeno óptico producido por la luz retrodispersada (una combinación de difracción, reflexión y refracción) hacia su fuente por una nube de gotas de agua de tamaño uniforme.

Los efectos de la difracción a menudo se observan en la vida cotidiana. Los ejemplos más llamativos de difracción son aquellos que involucran luz; por ejemplo, las pistas poco espaciadas de un CD o DVD que actúan como una red de difracción para formar el patrón común de arco iris que se aprecia al observar un disco. Este principio puede usarse para diseñar una rejilla con una estructura que pueda producir cualquier patrón deseado de difracción; El holograma en una tarjeta de crédito es un ejemplo. La difracción en la atmósfera debido a que partículas pequeñas pueden hacer que se observe un anillo resplandeciente alrededor de una fuente de luz brillante como el Sol o la Luna. La sombra de un objeto sólido, que usa luz de una fuente compacta, muestra pequeñas franjas cerca de sus bordes. El patrón de manchas que se observa cuando la luz láser cae sobre una superficie ópticamente rugosa también es un fenómeno de difracción. Cuando la carne de charcutería parece ser iridiscente, es decir, la difracción de las fibras de la carne. Todos estos efectos son consecuencia del hecho de que la luz se propaga como una onda. 
La difracción puede suceder con cualquier clase de onda. Las olas oceánicas se difractan alrededor de embarcaderos y algunos otros obstáculos. Las ondas de sonido pueden difractarse alrededor de objetos, por lo que se puede aún escuchar a alguien que llama incluso cuando esa persona se esconde detrás de un árbol. La difracción también puede ser una consideración en algunas aplicaciones técnicas; ya que establece un límite fundamental para la resolución de una cámara, telescopio o microscopio. 
A continuación se presentan otros ejemplos de difracción. 

### Difracción por una rendija

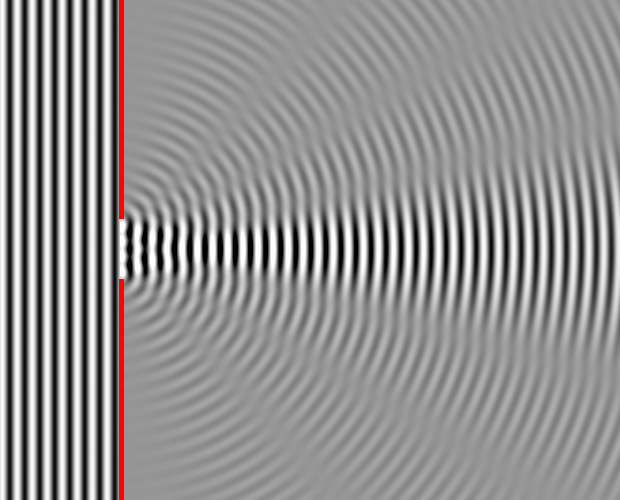
Aproximación numérica del patrón de difracción de una ranura de ancho de cuatro longitudes de onda con una onda plana incidente. El haz central principal, los valores nulos y las inversiones de fase son evidentes.

Gráfico e imagen de difracción en una sola rendija.

Una rendija larga de ancho infinitesimal que está iluminada por luz, la difracta en una serie de ondas circulares y el frente de onda que emerge de la hendidura es una onda cilíndrica de intensidad uniforme, acorde con el principio de Huygens-Fresnel. 
Una ranura que es más amplia que la longitud de onda produce efectos de interferencia en el espacio descendente de la ranura. Esto puede explicarse suponiendo que la hendidura se comporta como si tuviera una gran cantidad de fuentes puntuales espaciadas uniformemente a lo ancho de la hendidura. El análisis de este sistema se simplifica si consideramos la luz de una sola longitud de onda. Si la luz incidente es coherente, todas estas fuentes pasan a tener la misma fase. La luz en un punto dado en el espacio descendente de la rendija se compone de contribuciones de cada una de estas fuentes puntuales y si las fases relativas de estas contribuciones varían en 2π o más, podemos esperar a encontrar mínimos y máximos en la luz difractada. Dichas desfases son causadas por diferencias en las longitudes de trayectoria sobre las cuales los rayos contribuyentes alcanzan el punto desde la ranura. 
Podemos encontrar el ángulo en el que se obtendrá un primer mínimo en la luz difractada mediante el siguiente razonamiento. La luz de una fuente ubicada en el borde superior de la rendija interfiere destructivamente con una fuente ubicada en el medio de la rendija, cuando la diferencia de trayectoria entre ellas es igual a λ / 2. Similarmente, la fuente justo debajo de la parte superior de la ranura interferirá destructivamente con la fuente ubicada justo debajo de la mitad de la ranura en el mismo ángulo. Podemos continuar este razonamiento a lo largo de toda la altura de la hendidura para concluir que la condición de interferencia destructiva para toda la hendidura es la misma que la condición de interferencia destructiva entre dos hendiduras estrechas a una distancia de la mitad del ancho de la hendidura. La diferencia de trayectoria es aproximadamente {\displaystyle {\frac {d\sin(\theta )}{2}}} para que la intensidad mínima ocurra en un ángulo θ min definido por: 
{\displaystyle d\,\sin \theta _{\text{min}}=\lambda }
donde: 
- d es el ancho de la ranura,
- {\displaystyle \theta _{\text{min}}} es el ángulo de incidencia que se produce a la intensidad mínima, y
- {\displaystyle \lambda } es la longitud de onda de la luz.

Se puede usar un argumento similar para indicar que si imaginamos que la rendija se divide en cuatro, seis, ocho partes, etc., los mínimos se obtienen en ángulos θn dados por 
{\displaystyle d\,\operatorname {sen} \theta _{n}=n\lambda }
donde: 
- n es un número entero diferente de cero.

No existe un argumento tan simple que nos permita definir los máximos del patrón de difracción. El perfil de intensidad se calcula utilizando la ecuación de difracción de Fraunhofer como 
{\displaystyle I(\theta )=I_{0}\,\operatorname {sinc} ^{2}\left({\frac {d\pi }{\lambda }}\sin \theta \right)}
donde: 
- {\displaystyle I(\theta )} es la intensidad en un ángulo dado,
- {\displaystyle I_{0}} es la intensidad original, y
- La función sinc no normalizada anterior está dada por {\displaystyle \operatorname {sinc} (x)={\frac {\sin x}{x}}} para {\displaystyle x\neq 0} y {\displaystyle \operatorname {sinc} (0)=1}

Este análisis se aplica solo a la aproximación del campo lejano, es decir, a una distancia más grande que la del ancho de la rendija. 
Del perfil de intensidad de arriba, si {\displaystyle d\ll \lambda }, la intensidad será poco dependiente de {\displaystyle \theta }, entonces, el frente de onda que se origina de la ranura se parecería a una onda cilíndrica de intensidad uniforme; Si {\displaystyle d\gg \lambda }, solo {\displaystyle \theta \approx 0} tendría una intensidad apreciable, por lo cual, el frente de onda que se origina  de la ranura se asemejaría al de la óptica geométrica. 

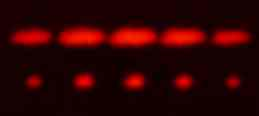
Difracción de luz láser roja de 2 rendijas (arriba) y 5 rendijas.

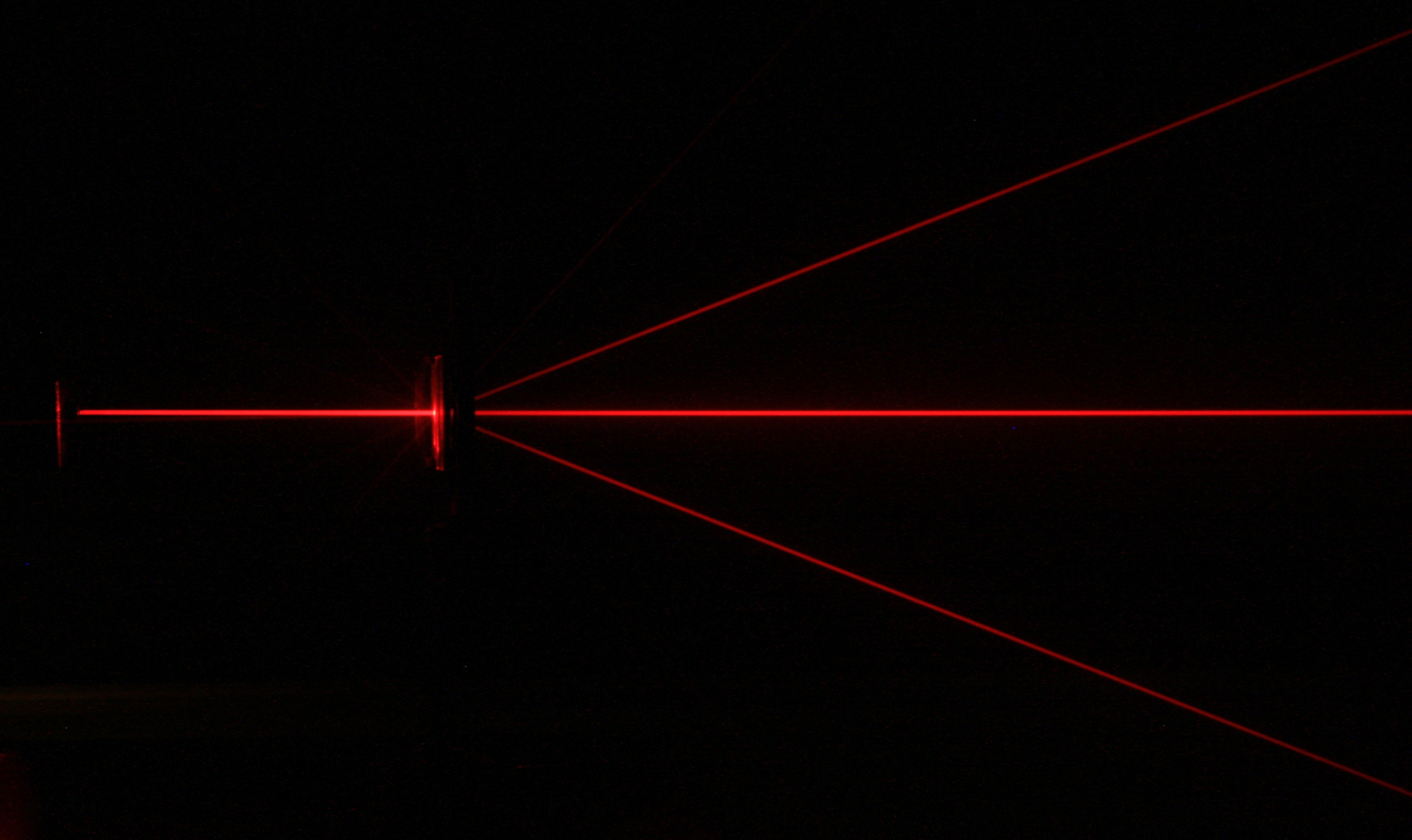
Difracción de un láser rojo utilizando una rendija de difracción.

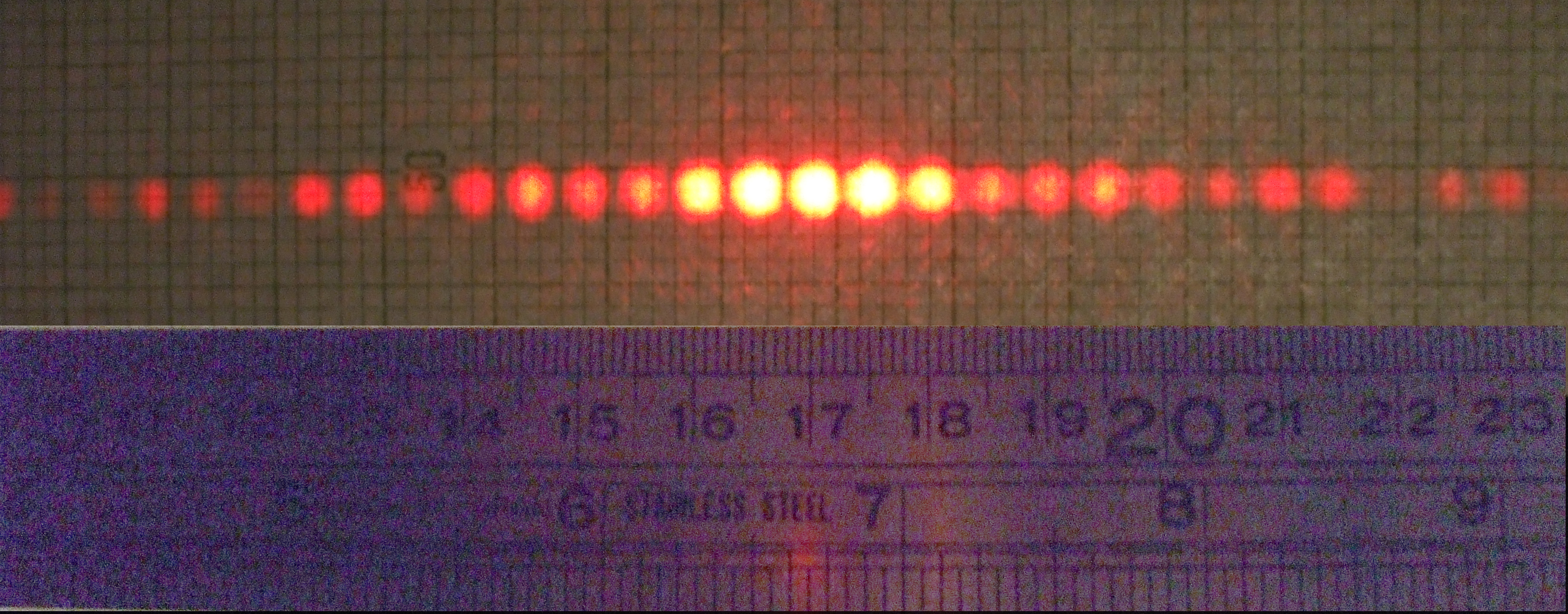
Un patrón de difracción de un láser de 633 nm a través de una cuadrícula de 150 rendijas.

### Red de difracción
Una red de difracción es un componente óptico con un patrón regular. La forma de la luz difractada por una red depende de la estructura de los elementos y el número de elementos presentes, pero toda red tiene máximos de intensidad en los ángulos θm que están dados por la ecuación de la red.
{\displaystyle d\left(\sin {\theta _{m}}+\sin {\theta _{i}}\right)=m\lambda .}
donde:
- θi es el ángulo en qué la luz incide,
- d es la separación de los elementos de la red, y
- m es un número entero que puede ser positivo o negativo.

La luz difractada por una red se puede determinar como la suma de la luz difractada en cada elemento de la red, y es esencialmente una convolución de patrones de difracción e interferencia.
La figura muestra la luz difractada por la red de 2 y 5 elementos donde las distancias entre las rendijas son iguales; se puede ver que los máximos están en la misma posición, pero las estructuras detalladas de las intensidades son diferentes.

Imagen generada por computador de un Disco de Airy.

Patrón de difracción de la luz generado por computador a partir de una abertura circular de 0,5 micrómetros de diámetro a una longitud de onda de 0,6 micrómetros (luz roja) a distancias de 0,1 cm - 1 cm con separaciones de 0,1 cm. Se puede ver la imagen moviéndose desde la región de Fresnel a la región de Fraunhofer donde se ve el patrón de Airy.

### Abertura circular
La difracción de campo lejano de una onda plana incidente en una abertura circular se conoce a menudo como el Disco de Airy. La variación de la intensidad respecto al ángulo viene dada por:
{\displaystyle I(\theta )=I_{0}\left({\frac {2J_{1}(ka\sin \theta )}{ka\sin \theta }}\right)^{2}}
donde: 
- a es el radio de la abertura circular,
- k es igual a 2π/λ,
- J1 es la Función de Bessel. Cuanto menor sea la apertura, mayor será el tamaño del punto a una distancia determinada y mayor la divergencia de los rayos difractados.

### Abertura general
La onda que emerge de una fuente puntual tiene una amplitud {\displaystyle \psi } en {\displaystyle \mathbf {r} } que viene dada por la solución de la ecuación de onda en el dominio de la frecuencia para una fuente puntual (Ecuación de Helmholtz),
{\displaystyle \nabla ^{2}\psi +k^{2}\psi =\delta (\mathbf {r} )}
Donde {\displaystyle \delta (\mathbf {r} )} es la función delta tridimensional. La función delta solo tiene dependencia radial, así que el Operador de Laplace (a.k.a. escalar Laplaciano) en el sistema de coordenada esférico simplifica a (coordenadas cilíndricas y esféricas),
{\displaystyle \nabla ^{2}\psi ={\frac {1}{r}}{\frac {\partial ^{2}}{\partial r^{2}}}(r\psi )}
Por sustitución directa, la solución de esta ecuación puede demostrarse fácilmente que es el escalar de la función de Green, que en el sistema de coordenada esférico (y utilizando la convención de tiempo de la física  {\displaystyle e^{-i\omega t}}) es:
{\displaystyle \psi (r)={\frac {e^{ikr}}{4\pi r}}}
Esta solución supone que la fuente de la función delta se encuentra en el origen. Si la fuente se encuentra en un punto de origen arbitrario, denotado por el vector {\displaystyle \mathbf {r} '}y el punto de campo está localizado en el punto {\displaystyle \mathbf {r} }, entonces  podemos representar el escalar de la función de Green (para la ubicación de la fuente arbitraria) como:
{\displaystyle \psi (\mathbf {r} |\mathbf {r} ')={\frac {e^{ik|\mathbf {r} -\mathbf {r} '|}}{4\pi |\mathbf {r} -\mathbf {r} '|}}}
Por tanto, si un campo eléctrico, Einc(x,y) incide en la abertura, el campo producido por esta distribución de la abertura está dada por la integral de superficie:
{\displaystyle \Psi (r)\propto \iint \limits _{\mathrm {aperture} }E_{\mathrm {inc} }(x',y')~{\frac {e^{ik|\mathbf {r} -\mathbf {r} '|}}{4\pi |\mathbf {r} -\mathbf {r} '|}}\,dx'\,dy',}

Cálculo de los campos de la región de Fraunhofer.

Donde el punto de origen en la abertura está dado por el vector
{\displaystyle \mathbf {r} '=x'\mathbf {\hat {x}} +y'\mathbf {\hat {y}} }
En el campo lejano, donde se puede emplear la aproximación de los rayos paralelos, la función de Green,
{\displaystyle \psi (\mathbf {r} |\mathbf {r} ')={\frac {e^{ik|\mathbf {r} -\mathbf {r} '|}}{4\pi |\mathbf {r} -\mathbf {r} '|}}}
Se simplifica a
{\displaystyle \psi (\mathbf {r} |\mathbf {r} ')={\frac {e^{ikr}}{4\pi r}}e^{-ik(\mathbf {r} '\cdot \mathbf {\hat {r}} )}}
como se puede ver en la figura de la derecha (clic para ampliar).
La expresión para el campo de la zona lejana (región de Fraunhofer) se convierte en
{\displaystyle \Psi (r)\propto {\frac {e^{ikr}}{4\pi r}}\iint \limits _{\mathrm {aperture} }E_{\mathrm {inc} }(x',y')e^{-ik(\mathbf {r} '\cdot \mathbf {\hat {r}} )}\,dx'\,dy',}
Ahora, ya que
{\displaystyle \mathbf {r} '=x'\mathbf {\hat {x}} +y'\mathbf {\hat {y}} }
Y
{\displaystyle \mathbf {\hat {r}} =\sin \theta \cos \phi \mathbf {\hat {x}} +\sin \theta ~\sin \phi ~\mathbf {\hat {y}} +\cos \theta \mathbf {\hat {z}} }
la expresión para el campo de la región de Fraunhofer de una abertura plana se convierte,
{\displaystyle \Psi (r)\propto {\frac {e^{ikr}}{4\pi r}}\iint \limits _{\mathrm {aperture} }E_{\mathrm {inc} }(x',y')e^{-ik\sin \theta (\cos \phi x'+\sin \phi y')}\,dx'\,dy'}
Siendo,
{\displaystyle k_{x}=k\sin \theta \cos \phi \,\!}
Y
{\displaystyle k_{y}=k\sin \theta \sin \phi \,\!}
el campo de la región de Fraunhofer de la abertura plana asume la forma de una transformada de Fourier
{\displaystyle \Psi (r)\propto {\frac {e^{ikr}}{4\pi r}}\iint \limits _{\mathrm {aperture} }E_{\mathrm {inc} }(x',y')e^{-i(k_{x}x'+k_{y}y')}\,dx'\,dy',}
En el campo lejano / región de Fraunhofer, esto se convierte en la transformada espacial de Fourier de la distribución de la apertura. El principio de Huygens, cuando se aplica a una apertura, dice simplemente que el patrón de difracción de campo lejano es la transformada espacial de Fourier de la forma de la apertura, y esto es un subproducto directo del uso de la aproximación de rayos paralelos, que es idéntico a hacer una descomposición de onda plana de los campos planos de la apertura (véase la óptica de Fourier).

### Propagación de un rayo láser
La forma en que el perfil de un rayo láser cambia a medida que se propaga está determinada por la difracción. Cuando todo el haz emitido tiene un frente de onda plano y espacialmente coherente, se aproxima al perfil del haz Gaussiano y tiene la menor divergencia para un diámetro determinado. El más pequeño la viga de producción, el más rápido  diverge. Cuanto más pequeño es el rayo de salida, más rápido se desvía. Es posible reducir la divergencia de un rayo láser expandiéndolo primero con una lente convexa y luego colimándolo con una segunda lente convexa cuyo punto focal coincide con el de la primera lente. El rayo resultante tiene un diámetro mayor, y por lo tanto una menor divergencia. La divergencia de un rayo láser puede reducirse por debajo de la difracción de un rayo gaussiano o incluso invertirse hasta la convergencia si el índice de refracción del medio de propagación aumenta con la intensidad de la luz. Esto puede dar lugar a un efecto de autoenfoque. 
Cuando el frente de onda del haz emitido tiene perturbaciones, solo la longitud de coherencia transversal (en la que la perturbación del frente de onda es inferior a 1/4 de la longitud de onda) debe considerarse como un diámetro de haz gaussiano al determinar la divergencia del haz láser. Si la longitud de coherencia transversal en la dirección vertical es mayor que en la horizontal, la divergencia del rayo láser será menor en la dirección vertical que en la horizontal.

### Imágenes limitadas por difracción

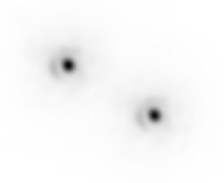
El disco de Airy alrededor de cada una de las estrellas de la apertura del telescopio de 2,56 m puede verse en esta imagen afortunada de la estrella binaria zeta Boötis.

La capacidad de un sistema de imágenes para resolver los detalles está limitada en última instancia por la difracción. Esto se debe a que una onda plana incidente en una lente o espejo circular se difracta como se describe anteriormente. La luz no está enfocada a un punto sino que forma un Disco de Airy que tiene un punto central en el plano focal con un primer radio nulo de
{\displaystyle d=1.22\lambda N,\,}
donde λ es la longitud de onda de la luz y N es el número f (longitud focal dividida por el diámetro) de la óptica de imágenes. En el espacio de los objetos la resolución angular correspondiente es
{\displaystyle \sin \theta =1.22{\frac {\lambda }{D}},\,}
donde D es el diámetro de la pupila de entrada del lente de la imagen (por ejemplo, del espejo principal de un telescopio).
Dos fuentes puntuales producirán cada una un patrón de Airy —ver la foto de una estrella binaria—. A medida que las fuentes puntuales se acercan entre sí, los patrones comenzarán a superponerse, y finalmente se fusionarán para formar un solo patrón, en cuyo caso las dos fuentes puntuales no pueden resolverse en la imagen. El criterio de Rayleigh especifica que dos fuentes puntuales pueden considerarse resolubles si la separación de las dos imágenes es al menos el radio del disco de Airy, es decir, si el primer mínimo de una coincide con el máximo de la otra.
Así, cuanto mayor sea la apertura de la lente, y cuanto menor sea la longitud de onda, más fina será la resolución de un sistema de imágenes. Por eso los telescopios tienen lentes o espejos muy grandes, y por eso los microscopios ópticos están limitados en el detalle que pueden ver.

### Patrones de manchas
El patrón de manchas que se ve cuando se usa un puntero láser es otro fenómeno de difracción. Es el resultado de la superposición de muchas ondas con diferentes fases, que se producen cuando un rayo láser ilumina una superficie rugosa. Se suman para dar una onda resultante cuya amplitud, y por lo tanto la intensidad, varía al azar.

### Principio de Babinet
El principio de Babinet es un teorema útil que afirma que el patrón de difracción de un cuerpo opaco es idéntico al de un agujero del mismo tamaño y forma, pero con diferentes intensidades. Esto significa que las condiciones de interferencia de una sola obstrucción serían las mismas que las de una sola rendija.

## Patrones

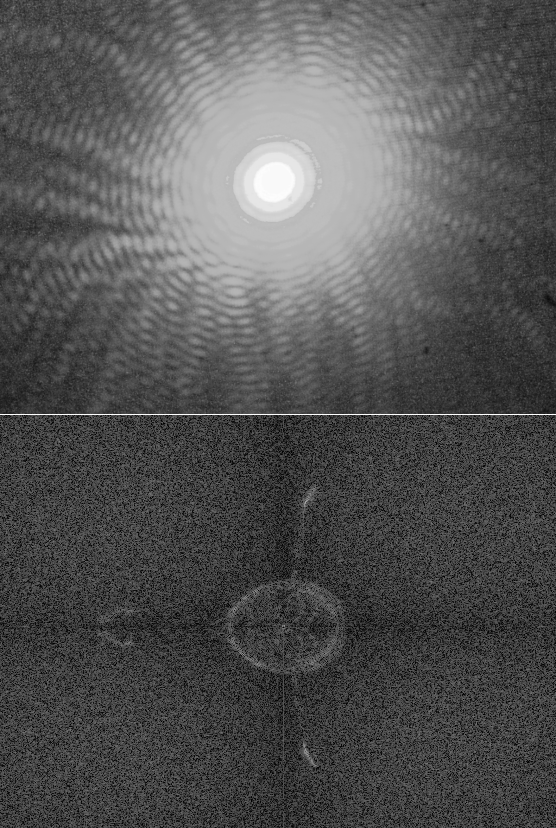
La mitad superior de esta imagen muestra un patrón de difracción del rayo laser He-Ne en una abertura elíptica. La mitad inferior es su transformada de Fourier 2D que reconstruye aproximadamente la forma de la abertura.

Se pueden hacer varias observaciones cualitativas de la difracción en general:
- El espaciado angular de los rasgos en el patrón de difracción es inversamente proporcional a las dimensiones del objeto que causa la difracción. En otras palabras: Cuanto más pequeño es el objeto difractante, más "amplio" es el patrón de difracción resultante, y viceversa. (Más precisamente, esto es cierto para los senos de los ángulos.)
- Los ángulos de difracción son invariables bajo escala; es decir, dependen solo de la relación entre la longitud de onda y el tamaño del objeto difractor.
- Cuando el objeto difractante tiene una estructura periódica, por ejemplo, en una rejilla de difracción, las características generalmente se vuelven más nítidas. La tercera figura, por ejemplo, muestra una comparación de un patrón de doble rendija con un patrón formado por cinco rendijas, ambos conjuntos de rendijas tienen el mismo espacio, entre el centro de una rendija y la siguiente.

## Difracción de partículas
La teoría cuántica nos dice que cada partícula exhibe propiedades de onda. En particular, las partículas masivas pueden interferir con ellas mismas y por lo tanto difractarse. La difracción de electrones y neutrones era uno de los argumentos poderosos a favor de la mecánica cuántica. La longitud de onda asociada a una partícula es la longitud de onda de Broglie.
{\displaystyle \lambda ={\frac {h}{p}}\,}
Dónde h es la constante de Planck y p es el momento de la partícula (masa × velocidad para partículas de movimiento lento).
Para la mayoría de los objetos macroscópicos, esta longitud de onda es tan corta que no tiene sentido asignarle una longitud de onda. Un átomo de sodio viajando a unos 30 000 m/s tendría una longitud de onda De Broglie de unos 50 picometros.
Debido a que la longitud de onda para incluso el más pequeño de los objetos macroscópicos es extremadamente pequeña, la difracción de las ondas de la materia solo es visible para las pequeñas partículas, como los electrones, neutrones, átomos y pequeñas moléculas. La corta longitud de onda de estas ondas de materia las hace ideales para estudiar la estructura cristalina atómica de los sólidos y macromoléculas como las proteínas.

## Difracción de Bragg

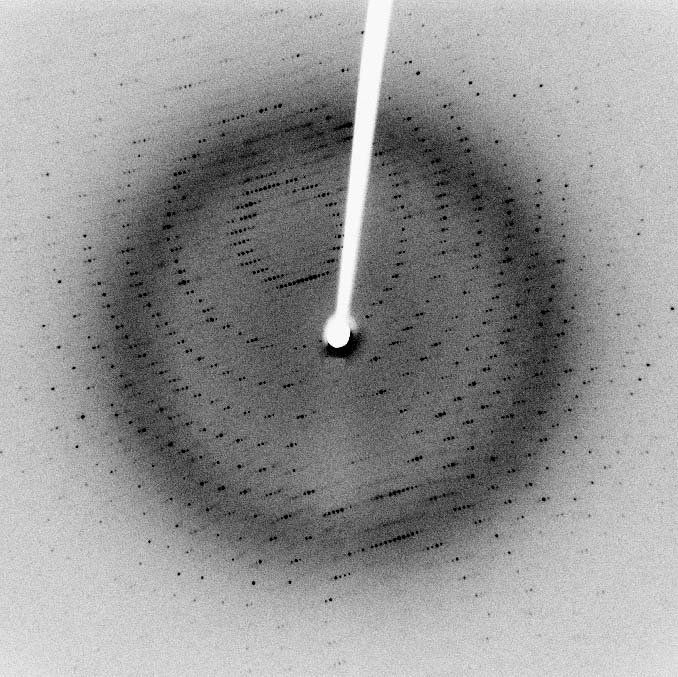
Siguiendo la ley de Bragg, cada punto (o reflejo) en este patrón de difracción se forma a partir de la interferencia constructiva de los rayos X que pasan a través de un cristal. Los datos pueden ser usados para determinar la estructura atómica del cristal.

La difracción de una estructura periódica tridimensional como los átomos en un cristal se llama difracción de Bragg. Es similar a lo que ocurre cuando se dispersan las ondas de una red de difracción. La difracción de Bragg es una consecuencia de la interferencia entre las ondas que se reflejan desde diferentes planos de cristal. La condición de interferencia constructiva está dada por la ley de Bragg:
{\displaystyle m\lambda =2d\sin \theta \,}
donde:
λ es la longitud de onda,
d es la distancia entre los planos de cristal,
θ es el ángulo de la onda difractada,
m es un entero sabido como el orden del rayo difractado.
La difracción de Bragg se observa tanto con radiación electromagnética de longitud de onda muy corta como los rayos X u ondas de materia como los neutrones y electrones cuya longitud de onda es del orden del espaciamiento atómico o mucho menor. El patrón producido da información de las separaciones de los planos cristalográficos d, permitiendo deducir la estructura cristalina. El contraste por difracción, en los microscopios electrónicos y en los dispositivos de x-topografía en particular, es también un poderoso instrumento para examinar los defectos individuales y los campos de tensión locales en los cristales.

## Coherencia
La descripción de la difracción se basa en la interferencia de las ondas que emanan de la misma fuente y que toman diferentes caminos hacia el mismo punto en una pantalla. En esta descripción, la diferencia de fase entre las ondas que tomaron diferentes caminos solo depende de la longitud efectiva del camino. Esto no tiene en cuenta el hecho de que las ondas que llegan a la pantalla al mismo tiempo fueron emitidas por la fuente en momentos diferentes. La fase inicial con la que la fuente emite ondas puede cambiar con el tiempo de manera impredecible. Esto significa que las ondas emitidas por la fuente a veces demasiado separadas ya no pueden formar un patrón de interferencia constante, ya que la relación entre sus fases ya no es independiente del tiempo.
La longitud con la que se correlaciona la fase en un rayo de luz, se llama longitud de coherencia. Para que se produzca la interferencia, la diferencia de longitud del trayecto debe ser menor que la longitud de coherencia. Esto se denomina a veces coherencia espectral, ya que está relacionada con la presencia de diferentes componentes de frecuencia en la onda. En el caso de la luz emitida por una transición atómica, la duración de la coherencia está relacionada con la vida del estado excitado a partir del cual el átomo hizo su transición.
Si se emiten ondas de una fuente extendida, esto puede llevar a una incoherencia en la dirección transversal. Cuando se mira un corte transversal de un rayo de luz, la longitud sobre la cual la fase está correlacionada se llama la longitud de coherencia transversal. En el caso del experimento de la doble rendija de Young's, esto significaría que, si la longitud de la coherencia transversal es menor que el espacio entre las dos rendijas, el patrón resultante en una pantalla se parecería a dos patrones de difracción de rendija simple.
En el caso de partículas como electrones, neutrones y átomos, la longitud de coherencia está relacionada con la extensión espacial de la función de onda que describe la partícula.